# Frink Gets Testy
«Frink Gets Testy» (укр. «Фрінк тестує») — одинадцята серія двадцять дев'ятого сезону мультсеріалу «Сімпсони», прем'єра якої відбулась 14 січня 2018 року у США на телеканалі «Fox».

## Сюжет
У класичному старому документальному фільмі Орсона Веллса розповідається про Нострадамуса та його передбачення майбутнього. Одним з таких є показ третьої світової війни, що викликає тривогу містера Бернса за майбутнє Спрінґфілда. За допомогою Смізерса він скликає зустріч членів місцевого відділення «Mensa International», щоб попросити їх поради щодо побудови «Ковчега Судного дня», призначеного для порятунку найцінніших людей міста під час кінця світу.
Учасники «Mensa» пропонують усім пройти IQ-тест для вибору пасажирів. Однак, професор Фрінк рекомендує альтернативне тестування, розроблене ним, що може виміряти «коефіцієнт особистої цінності» (PVQ) людей за шкалою від 1 до 500. Тест є обов'язковим для всіх мешканців.
Через шість тижнів про результати повідомляється в ефірі новин. Ліса набиває 475 балів (чудово), але вона шокована, коли дізналася, що Ральф Віггам обіграв її на один бал. Мардж набиває 311, Гомер — 265, а Барт набрав лише 1 бал. Коли Мардж із обуренням вторгується в кабінет Фрінка і наполягає на тому, що Барт не є нікчемним, Фрінк виявляє, що він ненавмисно переплутав результати тестів Барта та Гомера через жахливий почерк останнього.
Ліса починає слідкувати за Ральфом по школі та місту, щоб зрозуміти, чому його PVQ вище, ніж у неї, без успіху. Вони дістаються до будівельного майданчика «Ковчега Судного дня», де Ральф неодноразово уникає важких травм завдяки чистій удачі. Розчарована, Ліса розповідає Фрінку про побачене. Той додає десять балів до її PVQ, щоб вона не виявила недоліки в процесі його тестування.
Тим часом люди по всьому місту починають висміювати Гомера за його низький тестовий бал і використовують це. Мардж вирішує допомогти йому. Вона звертає увагу Гомера на його почерк. Врешті-решт, він вдосконалюється до того, що може написати їй романтичну ноту на долоні. Мардж зворушена таким жестом і тим, що Гомер ледь не виснажився, щоб це виконати. Почувши зворушену реакцію Мардж, ледве прокинувшись Гомер випиває пляшку бурбону, щоб допомогти собі заснути.
У фінальній після закінчення будівництва «Ковчега Судного дня», Бернс запрошує на борт найкращих за результатами PVQ-тестування. Він каже їм, що вони будуть його рабами. Роздратовані обманом, всі вони втікають через незамкнений люк. Бернс замикається і вирішує пілотувати Ковчег сам. В результаті Бернса душить один із роботів з технічного обслуговування Ковчега…

## Виробництво
Для Руперта Мердока була написана репліка «If you're watching this show, I'm getting richer» (укр. «Якщо ви дивитесь це шоу, я багатію»). Репліку пропонував Майк Рейсс. Однак, після переписування сценарію її відмінили.

## Ставлення критиків і глядачів
Під час прем'єри серію переглянули 8,04 млн осіб з рейтингом 3.3, що зробило її найпопулярнішим шоу на каналі «Fox» тієї ночі і 29 сезону загалом.
Денніс Перкінс з «The A.V. Club» дав серії оцінку B-, сказавши, що серія «не зовсім звичайна для сучасних „Сімпсонів“» і зауваживши, що «не вистачило часу на розвиток приємних сюжетних ліній».
Згідно з голосуванням на сайті The NoHomers Club більшість фанатів оцінили серію на 3/5 із середньою оцінкою 2,6/5.